# La Fille du fleuve (film, 2015)
Pour le film de 1955, voir La Fille du fleuve (film, 1955).
Pour plus de détails, voir Fiche technique et Distribution.
La Fille du fleuve (Όχθες, Ohthes) est un film grec réalisé par Panos Karkanevatos, sorti en 2015.

## Synopsis
Yannis est un jeune soldat appartenant à une unité de déminage à la frontière gréco-turque. Il rencontre Chryssa, une passeuse de migrants.

## Fiche technique
- Titre : La Fille du fleuve
- Titre original : Όχθες (Ohthes)
- Réalisation : Panos Karkanevatos
- Scénario : Panos Karkanevatos et Isidoros Zourgos
- Musique : Nils Kacirek
- Photographie : Dimitris Katsaitis
- Montage : Kenan Akkawi
- Production : Panos Karkanevatos
- Société de production : Dimosia Tileorasi, NDR, Arte, Nova, Taksi Iletisim, Vergi Film Productions et Vidicom Media Productions
- Pays de production :  Grèce,  Allemagne,  Turquie et  France
- Genre : drame
- Durée : 96 minutes
- Date de sortie : 
  - Grèce : 5 mars 2015

## Distribution
- Andreas Konstantinou : Yannis
- Elena Mavridou : Chryssa
- Levent Üzümcü : Levo
- Diamantis Adamantidis : soldat Apostolou
- Naci Aslan : Erkan
- Thanasis Dislis : docteur du camp
- Efi Drosou : directrice de l'orphelinat
- Giannis Fakis : Kyriakos
- Mihalis Fotopoulos : cuisinier
- Kostas Fourkiotis : Gus
- Kamil Güler : Zelgai
- Taxiarhis Hanos : commandant de police
- Giota Hatziioannou : Areti
- Giannis Kalatzopoulos : Michalis
- Ektoras Kaloudis : commandant du camp

## Distinctions
- Festival du film de Hambourg : sélection officielle[1]
- Los Angeles Greek Film Festival 2016 : Meilleur film[1]